# Velika špilja u Permanima
Velika špilja u Permanima este o arie protejată (sit de importanță comunitară — SCI) din Croația întinsă pe o suprafață de 0,78 ha, integral pe uscat.

## Localizare
Centrul sitului Velika špilja u Permanima este situat la coordonatele 45°24′36″N 14°17′48″E / 45.410097°N 14.296757°E.

## Înființare
Situl Velika špilja u Permanima a fost declarat sit de importanță comunitară în iulie 2013 pentru a proteja un număr necunoscut de specii din flora spontană și fauna sălbatică aflate în arealul zonei.

## Biodiversitate
Situată în ecoregiunea mediteraneană, aria protejată conține 1 habitat natural: Peșteri inaccesibile publicului.
La baza desemnării sitului se află un număr nedeclarat de specii protejate.